# Saison 1 de Loïs et Clark
Chronologie
Saison 2 de Loïs et Clark
Cet article présente le guide des épisodes de la première saison de la série télévisée Loïs et Clark.

## Résumé de la saison
Clark Kent arrive à Metropolis et débute une nouvelle vie au sein du Daily Planet. Il fait équipe avec la journaliste vedette Lois Lane, une femme brillante, intrépide… et totalement absorbée par son travail. Alors qu’il cache ses incroyables pouvoirs, Clark crée une double identité : celle de Superman, un mystérieux héros en cape venu protéger les innocents.
Au fil de leurs enquêtes, Lois et Clark se rapprochent, tandis que l’ombre de Lex Luthor, riche industriel aux intentions troubles, plane sur la ville. Entre romance naissante, révélations et premiers exploits, Superman s’impose comme une légende… mais Lois ne voit en lui qu’un héros masqué, sans se douter qu’il est bien plus proche qu’elle ne l’imagine.

## Épisodes

### Épisode  1:Pilote
- Titre original : Pilot
- Numéro(s) : 1 (1)
- Diffusion(s) : 
  -  États-Unis : 12 septembre 1993 sur ABC
  -  France : le 9 avril 1995 et le 10 avril 1995 sur M6
- Résumé : Loïs Lane, journaliste intrépide du Daily Planet, vient de décrocher un nouveau scoop exclusif sur un gang de voleurs de voitures, après une longue enquête dangereuse, sous couverture, en se faisant passer pour un homme. Tandis que ses collègues célèbrent sa victoire, un jeune homme de la campagne du Kansas arrive à Metropolis pour y poser ses bagages, après un long voyage en car. C’est alors que les freins d’un bus lâchent, menaçant de tuer un groupe de piétons qui traversaient la rue. Il stoppe le véhicule fou d’une main, avant de disparaître dans la foule. Son nom : Clark Kent. Alors que Loïs se remet à travailler sur son article suivant, le docteur Samuel Platt, physicien renvoyé par EPRAD pour troubles mentaux, vient remettre à la jeune femme des documents scientifiques qui tendraient à prouver que quelqu’un essaie de saboter le projet Prométhéus : un laboratoire pharmaceutique dans l’espace, en faisant exploser la fusée lors de son envol. Clark Kent se rend tout droit dans les locaux du Daily Planet où il a rendez-vous avec le rédacteur en chef Perry White pour un emploi de journaliste d’investigation. L’entretien se passe mal, le jeune homme n’ayant pas suffisamment d’expérience professionnelle. Loïs entre alors en trombe dans le bureau de son rédacteur en chef, interrompant le rendez-vous de Clark, pour refuser d’écrire l’article que Perry lui a confié et choisir de se consacrer à son enquête sur le sabotage de Prométhéus. Clark est immédiatement subjugué par la jeune femme qui ne se rend même pas compte de son existence. Sans emploi, Clark se trouve une petite chambre dans un hôtel minable, et demande à ses parents, un gentil couple de fermiers du Kansas, Martha et Jonathan Kent, de lui avancer de l’argent. Ses parents acceptent mais sont très effrayés à l’idée que quelqu’un découvre que c’est Clark qui a stoppé ce bus fou d’une main. Pour convaincre Perry White de ses qualités de journaliste, il décide de reprendre à son propre compte l’enquête que Loïs Lane a refusé de faire, un article sur un théâtre qui a été fermé, vendu, et qui sera rasé, malgré la protestation des habitants du quartier. Le lendemain, il retourne au Daily Planet faire lire son article à Perry White, qui, subjugué par l’esprit d’initiative de Clark, et l’émotion humaine qui se dégage de son style littéraire, l’engage immédiatement. C’est alors que la télévision retransmet le lancement de la fusée Messenger, une étape préliminaire du projet Prométhéus, et que la fusée explose. Loïs Lane a besoin d’aide pour son enquête, et découvrir ce qui se passe avant qu’il ne soit trop tard, et Perry lui assigne Clark comme coéquipier. Furieuse, elle passe d’abord ses nerfs sur son nouveau partenaire, qui parvient à rester calme sous les insultes, puis elle l’emmène avec elle interviewer le docteur Platt, qui leur affirme avoir rédigé un rapport sur le sabotage de la fusée, et l’explosion qui en résulterait, avant de se faire licencier, mais qu’EPRAD n’en a pas tenu compte. Ils interrogent ensuite le docteur Baines, la femme responsable du projet Prométhéus pour EPRAD, qui nie avoir jamais reçu ce rapport. Le soir venu, alors que tous, au Daily Planet, se préparent pour le Grand Bal de l’Orchidée, l’événement mondain de la saison, organisé par le très fameux Lex Luthor, le troisième homme le plus riche de la planète, et philanthrope célèbre mais très secret, Loïs reçoit un appel de l’homme qui devait l’y accompagner, qui se désiste. Résolue à ne pas laisser passer sa chance d’être la première journaliste à obtenir une interview de Luthor depuis plusieurs années, elle se résout à inviter Clark à l’accompagner. Clark s’envole alors pour Smallville, un petit village du Kansas, pour aller diner avec ses parents dans leur ferme, et aller chercher son smoking pour la soirée. Tandis qu’il parle de Loïs à ses parents, Martha et Jonathan comprennent immédiatement que leur fils est tombé fou amoureux de sa jeune collègue au tempérament si difficile, même si celui-ci n’en est pas encore conscient. Durant le bal, Loïs attire l’attention de Lex Luthor, et tente de le séduire lors d’une danse, pour obtenir l’interview qu’elle espère, quand Clark, un peu jaloux, les interrompt. Lex invite Loïs à diner, et elle accepte. Clark est persuadé en son for intérieur que, malgré la bonne opinion que tout le monde a de Luthor, il cache un tout autre jeu, et pourrait même être un homme dangereux. Lex Luthor profite de la soirée pour annoncer lors d’un grand discours que si les Nations unies renoncent au projet Prométhéus, qui leur a déjà coûté des milliards sans aucun résultat à cause des sabotages, il financerait lui-même la mise sur orbite d’un laboratoire pharmaceutique, pour sauver le projet et éviter qu’il ne soit abandonné. Tout le monde est impressionné par la générosité du milliardaire, excepté Clark. La soirée terminée, Lex rejoint sa maitresse, le docteur Baines, qui s’occupe de saboter Prométhéus par amour pour lui. Le lendemain, alors que Loïs et Clark retournent chez le docteur Platt pour tenter de se procurer une copie du rapport disparu, ils trouvent l’homme mort, apparemment suicidé.
  - Notes :  En France, le pilote a d'abord été diffusé en deux épisodes de 45 minutes, puis  dans sa version initiale de 90 minutes, lors de ses rediffusions sur M6.

- Appelée sur les lieux, la police en arrive à la conclusion que Samuel Platt s’est suicidé, désespéré d’avoir été quitté par sa femme, qui est partie avec leur fille paralysée, et d’avoir perdu son travail.

Clark téléphone à ses parents et demande à sa mère si elle pourrait lui coudre un déguisement qui lui permette de sauver les gens sans que personne sache qu’il est Clark Kent. Loïs arrive à ce moment. Elle vient le chercher pour aller au travail. Au Daily Planet, ils reçoivent la visite de la femme et de la fille du docteur Platt qui leur explique qu’elles n’ont pas quitté Samuel Platt, que c’est lui qui leur a demandé de s’éloigner car il craignait pour sa vie après ses découvertes sur le sabotage de Messenger. Les Nations unies refusent la proposition de Lex Luthor de mettre sur orbite son propre laboratoire, et décident de continuer le projet Prométhéus quoi qu’il en coûte. Le milliardaire est furieux. Pour fêter leur article qui prouve que Samuel Platt avait raison, Clark invite Loïs à dîner, mais elle le repousse car elle doit diner avec Lex Luthor. Les deux collègues se disputent, et Loïs dine avec Lex qui détourne toutes les questions qu’elle lui pose sans y répondre. Il tente de la séduire. Il la raccompagne chez elle et l’embrasse pour lui dire bonne nuit. Clark, qui était venu jusqu’à l’appartement de Loïs, assiste à la scène, jaoux, et écoute ensuite la conversation de Loïs et de sa sœur Lucy sur la vie amoureuse de sa collègue, qui est apparemment un désert affectif. Loïs ne croit pas au prince charmant, mais ne veut pas se contenter de moins. Elle est désespérément seule. Le lendemain, Perry refuse de publier l’article de Loïs et Clark, qui prétend que quelqu’un veut couler le projet Prométhéus, et a assassiné Platt, car les deux journalistes n’ont pas de preuves de ce qu’ils avancent. Loïs décide alors d’aller en chercher, et part pour EPRAD avec Jimmy. Elle veut s’introduire par effraction dans le laboratoire et recueillir des preuves sur la carcasse explosée de Messenger que la fusée a bien explosé pour les raisons indiquées par Platt avant de mourir, et prouver ainsi qu’il y a bien eu sabotage. Le docteur Baines les voit et en avertit Lex Luthor, qui lui ordonne de faire disparaître les preuves compromettantes. Les hommes de Baines attaquent alors Jimmy et Loïs et les font prisonnier dans le hangar. Au Planet, Clark, inquiet de voir Loïs et Jimmy absents de la réunion quotidienne, décide d’aller à leur recherche. Il arrive au hangar où Loïs est enchainée, et Jimmy inconscient, menacés par Baines et ses hommes, armés, mais il ne peut rien faire pour les sauver sans dévoiler ses pouvoirs, et se laissent donc faire prisonnier lui aussi.Enchainé avec Loïs, celle-ci lui reproche toute la situation, avant de craquer sous la pression et de se révéler une femme fragile, romantique, désespérée par ses relations passées, bien loin de la lionne qu’elle se montre actuellement. Il fait de son mieux pour lui remonter le moral, mais Baines revient dans l’entrepôt et décide de les tuer en faisant passer ça pour un accident, une explosion accidentelle du hangar due à un mélange malencontreux de produits chimiques par des journalistes maladroits qui n’auraient pas du fouiner par là. Clark utilise ses pouvoirs discrètement pour les sortir de là avant que le hangar n’explose. L’hélicoptère qui emmenait le docteur Baines au loin explose à son tour en plein vol, selon les ordres de Luthor qui la trouvait trop encombrante. Loïs et Clark signent l’article qui prouve le sabotage par Baines, et le meurtre de Platt. Encore un scoop exclusif pour le Planet, et il convient de fêter ça. Loïs menace alors Clark des pires choses s’il ose un jour répéter ne serait-ce qu’une partie de la confession qu’elle lui a faite dans le hangar lorsqu’elle croyait qu’ils allaient mourir. Pour une belle touche finale à l’article, Loïs aimerait faire partie du vol spatial de Prométhéus, mais Perry White refuse. Clark retourne dans la ferme familiale où sa mère lui fait essayer toute une série de déguisements tous plus ridicules les uns que les autres, jusqu’à ce qu’ils mettent au point le fameux costume bleu et rouge de Superman. Ils regardent ensuite en famille le lancement de Prométhéus à la télévision. Loïs, qui s’est introduite en douce à l’intérieur de Prométhéus, aperçoit une bombe. Pour empêcher le lancement qui les tuerait tous, elle doit débrancher une partie des circuits de la fusée. Clark voit les problèmes de Prométhéus à la télévision et s’envole pour sa première mission de sauvetage à visage découvert. Il entre dans Prométhéus et se retrouve face à Loïs qui, à son grand soulagement, ne le reconnaît pas. Il avale la bombe, sauvant tout le monde, puis porte la fusée jusqu’à la station orbitale où elle devait s’amarrer. Loïs est très favorablement impressionnée par cet homme extraordinaire qui se dit être « un ami ». Tous les journaux du monde s’emparent de l’affaire. Vérité ou canular ? Un homme qui vole, avec une force hors du commun, et qui peut manger des bombes sans indigestion fait couler beaucoup d’encre. Au Daily Planet, Perry White est incrédule jusqu’au moment où Superman vole dans le bâtiment, en portant Loïs dans ses bras. La jeune femme est tombée follement amoureuse du superhéros, elle a trouvé le prince charmant en qui elle ne croyait pas. Elle obtient la promesse d’une interview exclusive avant qu’il ne reparte. Subjuguée, elle le surnomme Superman dans son article. Superman se rend ensuite chez Luthor pour le prévenir : il sait qu'il est derrière le sabotage et les meurtres, pour en fait se poser comme le sauveur de Prométhéus. En mettant son propre laboratoire en orbite, il aurait gagné au passage des milliards de dollars sur les remèdes qui y seraient trouvés. Superman avertit Luthor qu’il n’aura pas de répit tant qu’il n’aura pas les preuves pour le jeter en prison. C’est le début du bras de fer mythique entre les deux adversaires de légende. Clark retourne ensuite au Daily Planet où il retrouve Loïs toujours assez remontée contre lui, mais totalement extatique au nom de Superman. Elle ne fait plus qu’expliquer à quel point Superman est beau et parfait en tous points, au grand amusement de Clark.

### Épisode  3:Un homme étrange venu d'ailleurs
- Titre original : Strange Visitor from Another Planet (Un visiteur étrange venu d'une autre planète.)
- Numéro(s) : 3 (1-3)
- Diffusion(s) : 
  -  États-Unis : 26 septembre 1993 sur ABC
  -  France : 26 avril 1994 sur M6
- Résumé : La police fait irruption dans le Daily Planet à la recherche de Lois Lane et Clark Kent qu'ils pensent capable d'entrer, facilement, en communication avec Superman.  Lors du passage au détecteur de mensonge, l'inspecteur demande à Clark s'il est superman lors des premières questions afin de préparer la machine.  Évidemment, le détecteur ne réagit pas comme il faut. Perry découvre qu'il s'agit d'un faux mandat qui leur a été remis.  Les grandes agences (FBI, CIA) déclarent n'être au courant de rien à propos du mandat fourni.
  - Notes :  En France, cet épisode a été diffusé en premier. Le téléfilm pilote ne sera diffusé qu'un an et demi plus tard, lors de la rediffusion de la série sur M6.

### Épisode 4:Le Choix des armes
- Titre original : Neverending Battle (Bataille sans fin.)
- Numéro(s) : 4 (1-4)
- Diffusion(s) : 
  -  États-Unis : 3 octobre 1993 sur ABC
  -  France : 26 avril 1994 sur M6
- Résumé : Lex Luthor teste les pouvoirs de Superman afin de trouver son point faible. Pour ce faire, il place d'abord une bombe dans un lieu public, ensuite il met en danger la vie de deux de ses employés pour tester la rapidité de Superman. Au Planet, la compétition entre Loïs et Clark bat son plein lorsque Loïs s'approprie les idées de Clark. Celui-ci prépare sa vengeance...

### Épisode 5:L'Homme invisible
- Titre original : I'm Looking Through You
- Numéro(s) : 5 (1-5)
- Diffusion(s) : 
  -  États-Unis : 10 octobre 1993 sur ABC
  -  France : 3 mai 1994 sur M6
- Résumé : Un criminel s'échappe de prison et des vols sont commis par un homme invisible. Loïs et Clark mènent l'enquête, ce qui les met en contact avec l'inventeur des combinaisons qui rendent "invisible" et à qui le criminel en fuite a dérobé l'idée...

### Épisode 6:Requiem pour un Super-Héros
- Titre original : Requiem for a SuperHero
- Numéro(s) : 6 (1-6)
- Diffusion(s) : 
  -  États-Unis : 17 octobre 1993 sur ABC
  -  France : 3 mai 1994 sur M6
- Résumé : Loïs et Clark préparent un article sur le championnat de boxe de Metropolis. Le docteur Sam Lane, père de Loïs, travaille pour le promoteur du championnat. En fait, il reconstruit les boxeurs à l'aide de membres artificiels qui les transforment en "cyborgs"...

### Épisode 7:J'ai le béguin pour vous
- Titre original : I've got a crush on you
- Numéro(s) : 7 (1-7)
- Diffusion(s) : 
  -  États-Unis : 24 octobre 1993 sur ABC
  -  France : 10 mai 1994 sur M6
- Résumé : Loïs travaille comme danseuse et chanteuse dans un cabaret dirigé par des malfrats. Clark, quant à lui se fait passer pour un barman et obtient les faveurs de la patronne. Des incendies se multiplient dans le même quartier...

### Épisode 8:La Bande des surdoués
- Titre original : Kids
- Numéro(s) : 8 (1-8)
- Diffusion(s) : 
  -  États-Unis : 31 octobre 1993 sur ABC
  -  France : 10 mai 1994 sur M6
- Résumé : Une bande de gamins s'est échappée de l'orphelinat et sème la pagaille à Metropolis. Ils ont en fait été l'objet d'expériences visant à les transformer en surdoués : Lex Luthor est, bien sûr, derrière tout ça. Clark est surpris d'apprendre que les enfants ont découvert son identité secrète...
- Note : La Bande des surdoués sont les premiers méchants devenus gentils et les premières personnes à découvrir l'identité de Superman.

### Épisode 9:Une pierre de ma planète
- Titre original : The Green, Green Glow of Home
- Numéro(s) : 9 (1-9)
- Diffusion(s) : 
  -  États-Unis : 14 novembre 1993 sur ABC
  -  France : 18 mai 1994 sur M6
- Résumé : Loïs et Clark sont chargés d'un reportage à Smallville et se retrouvent face à Jason Trask qui est à la recherche d'une pierre, la "kryptonite", découverte à l'endroit où le vaisseau de Superman a atterri. Trask est, en effet, toujours bien décidé à supprimer ce dernier et pense que cette pierre pourrait l'y aider. Clark est pour la première fois confronté aux effets de la "kryptonite"...
- Dernière apparition de Jason Trask interprété par Terrence Knox.

### Épisode 10:Chaleur sur la ville
- Titre original : The Man of Steel Bars
- Numéro(s) : 10 (1-10)
  -  États-Unis : 21 novembre 1993 sur ABC
  -  France : 18 mai 1994 sur M6
- Résumé : C'est l'automne et Metropolis est sous l'emprise d'une vague de chaleur insoutenable. Superman en est rendu responsable et il est mis derrière les barreaux afin de l'empêcher de se servir de ses pouvoirs. Incapable de rester inactif, Superman est exilé de la ville. Lex aurait-il enfin gagné ?...

### Épisode 11:Un amour de parfum
- Titre original : Pheromone, My Lovely
- Numéro(s) : 11 (1-11)
- Diffusion(s) :
  -  États-Unis : 28 novembre 1993 sur ABC
  -  France : 24 mai 1994 sur M6
- Résumé : Miranda, une ancienne maîtresse de Luthor, souhaite reconquérir celui-ci. Dans ce but, elle crée un parfum qui libère les pulsions amoureuses de ceux qui en sont aspergés. Elle utilise le Daily Planet comme terrain d'essai. Loïs, Perry et Jimmy en subissent donc les effets, seul Clark n'est pas atteint. Lex ne tombe malheureusement pas amoureux de Miranda, mais bien de Loïs...
- Note : Ironiquement dans cet épisode, Lex Luthor prédit sa propre fin car sa haine pour Superman et son amour non réciproque pour Loïs causeront sa mort.

### Épisode 12:Lune de miel à Métropolis
- Titre original :  Honeymoon in Metropolis
- Numéro(s) : 12 (1-12)
- Diffusion(s) : 
  -  États-Unis : 12 décembre 1993 sur ABC
  -  France : 31 mai 1994 sur M6
- Résumé : Loïs et Clark espionnent les faits et gestes d'un sénateur en se faisant passer pour un couple en lune de miel dans un hôtel de luxe. Le sénateur en question serait lié à une affaire louche concernant un nouvel armement...

### Épisode 13:L'Éclipse
- Titre original : All Shook Up
- Numéro(s) : 13 (1-13)
  -  États-Unis : 2 janvier 1994 sur ABC
  -  France : 31 mai 1994 sur M6
- Résumé : Une météorite géante menace d'entrer en collision avec la Terre, Superman est le seul à pouvoir la détourner, mais il ne réussit qu'à en détruire une partie. Malheureusement, le choc le rend amnésique et il ne se souvient pas de sa double identité. Pendant ce temps, la météorite continue son approche vers la Terre...

### Épisode 14:Témoin
- Titre original : Witness
- Numéro(s) : 14 (1-14)
- Diffusion(s) : 
  -  États-Unis : 9 janvier 1994 sur ABC
  -  France : 24 mai 1994 sur M6
- Résumé : Loïs est témoin d'un meurtre et se retrouve en possession d'un agenda qui lui vaut d'être la cible d'un tueur spécialisé dans le déguisement. Clark joue les gardes du corps et lui sauve plusieurs fois la vie sans même qu'elle s'en rendre compte...

### Épisode 15:La Folie des grandeurs
- Titre original :  Illusions of Grandeur
- Numéro(s) : 15 (1-15)
- Diffusion(s) : 
  -  États-Unis : 24 janvier 1994 sur ABC
  -  France : 7 juin 1994 sur M6
- Résumé : Les enfants de riches personnes sont enlevés.

### Épisode 16:Qui a tué Harrison?
- Titre original :  Ides of Metropolis
- Numéro(s) : 16 (1-16)
- Diffusion(s) : 
  -  États-Unis : 6 février 1994 sur ABC
  -  France : 7 juin 1994 sur M6
- Résumé : Loïs et Clark cherchent à prouver l'innocence d'Eugène Laterman, accusé de meurtre. Ce crime se révèle être un coup-monté, destiné à masquer l'arrivée d'un puissant virus informatique.

### Épisode 17:Le Globe de krypton
- Titre original :  The Foundling
- Numéro(s) : 17 (1-17)
- Diffusion(s) : 
  -  États-Unis : 20 février 1994 sur ABC
  -  France : 14 juin 1994 sur M6
- Résumé : Le globe que Clark avait trouvé dans le vaisseau l'ayant amené sur Terre se met à projeter les images que son père Jor-El, avait enregistrées pour l'informer sur ses origines. Le globe disparaît lorsque l'appartement de Clark est cambriolé et, est, malencontreusement, revendu à Lex Luthor...

### Épisode 18:Une star est née
- Titre original : The Rival
- Numéro(s) : 18 (1-18)
- Diffusion(s) : 
  -  États-Unis : 27 février 1994 sur ABC
  -  France :  21 juin 1994 sur M6
- Résumé : Loïs et Clark enquêtent sur un éditeur. Preston Carpenter, concurrent du 《Daily Planet》, qui serait à l'origine de plusieurs accidents tragiques, de manière que son journaliste décroche les scoops.

### Épisode 19:Le Sosie
- Titre original :  Vatman
- Numéro(s) : 19 (1-19)
- Diffusion(s) : 
  -  États-Unis : 13 mars 1994 sur ABC
  -  France : 21 juin 1994 sur M6
- Résumé : Un deuxième Superman fait son apparition à Metropolis. Lex Luthor a réussi à cloner l'homme d'acier à partir d'une mèche de ses cheveux. Une confrontation entre les deux surhommes est inévitable...

### Épisode 20:Huis Clos
- Titre original :  Fly Hard
- Numéro(s) : 20 (1-20)
- Diffusion(s) : 
  -  États-Unis : 27 mars 1994 sur ABC
  -  France : 21 juin 1994 sur M6
- Résumé : L'équipe du "Daily Planet" se retrouve au bureau, même Lex est présent car il accompagne Loïs, lorsque l'immeuble est pris d'assaut par des terroristes. Ceux-ci sont à la recherche d'un magot laissé là par un gangster 50 ans auparavant...
- Commentaires : Dernier épisode de Tracy Scoggins.

### Épisode 21:Les Barbares
- Titre original :  Barbarians at the Planet
- Numéro(s) : 21 (1-21)
- Diffusion(s) : 
  -  États-Unis : 1er mai 1994 sur ABC
  -  France : 26 juin 1994 sur M6
- Résumé : Le "Daily Planet" qui connaît de graves problèmes financiers depuis quelque temps, est racheté par Luthor. Clark donne sa démission car il ne peut supporter de travailler avec Lex. Celui-ci souhaite, en fait, se débarrasser de l'immeuble pour récupérer l'argent de l'assurance. Pendant ce temps, Loïs ne sait que décider à la suite de la demande en mariage de Luthor...

### Épisode 22:La Maison du bonheur
- Titre original :   The House of Luthor
- Numéro(s) : 22 (1-22)
- Diffusion(s) : 
  -  États-Unis : 8 mai 1994 sur ABC
  -  France : 26 juin 1994 sur M6
- Résumé : Loïs a accepté la proposition de Lex et se prépare pour le mariage. Perry, Jimmy et Jack, qui ont tous perdu leur travail, se joignent à Clark pour tenter de prouver que Luthor a provoqué l'incendie du ''Planet'', et par la même occasion essaient d'empêcher que Loïs ne l'épouse. Luthor parvient alors à emprisonner Superman dans une cage en Kryptonite, tandis que la cérémonie commence...
- Commentaires : La mère de Lois est interprétée par Phyllis Coates ancienne interprète de Lois Lane dans le film Superman et les Nains de l'enfer ainsi que dans la première saison de la série Les Aventures de Superman. Il s'agit du dernier épisode de Michael Landes.
  - Dans cet épisode Lex Luthor meurt en se jetant dans le vide du haut de son immeuble plutôt que de finir en prison.